# Kodovi za identifikaciju plastičnih masa
SPI broj za identifikaciju je skup simbola koji se ispisuju na plastici kako bi identifikovali tip polimera od kod je ta plastika sačinjena. Kod je razvilo "Udruženje plastične industrije (Society of the Plastics Industry (SPI))" 1988-e i danas se koristi svuda u svetu. Glavni razlog za ovakvo označavanje je da se omogući lako razdvajanje različitih tipova plastike za reciklažu. Razdvajanje mora da bude efikasno pošto se različiti tipovi plastike moraju reciklirati zasebno. Dovoljan je jedan predmet od pogrešne plastike u mešavini, da uništi celu šaržu.
Simboli koji se koriste u kodu, sastoje se od strelica koje pokazuju kružno, u smeru kazaljke na satu, formirajući trougao u kome se nalazi broj, a često i od skraćenice koja predstavlja tip plastike ispod trougla. Ukoliko je broj izostavljen, simbol je poznat kao "univerzalni simbol reciklaže" i ukazuje na generičke materijale koji se mogu reciklirati. U tom slučaju, koriste se drugačije tekstualne ili simbolične oznake za različite materijale. Materijali koji su već reciklirani, nose prefiks "R" (npr, PETE flaša od recikliranog materijala bi bila označena sa RPETE i istim brojem).
Ovaj kod ne ukazuje na to koliko je teško reciklirati dati predmet, niti koliko puta je plastika već bila reciklirana. Predstavlja naprosto nasumično izabran broj za koji je usaglašeno da nema nikakvo drugo značenje osim koji polimer je korišćen u proizvodnji date plastike zarad olakšane buduće reciklaže.
Unikod standard uključuje i SPI kodove, i to između U+2673 i U+2679 u okviru bloka "razni simboli". Simbol generičkog materijala koji se može reciklirati je U+267A.

## Tabela kalafonijum kodova
Izvori:
| Reciklažni broj | Slika | Unikod | Alternativna slika | Simbol | Skraćenica   | Naziv polimera | Upotreba | Reciklaža |
| --------------- | ----- | ------ | ------------------ | ------ | ------------ | --- | --- | --- |
| 1               | ♳     | U+2673 | 1-PETE             | ♳      | PETE ili PET | Polietilen tereftalat | Poliesterska vlakna (Polarna čipka), termoformirane ploče, kaiševi, boce za sokove, cegeri, nameštaj, tepisi, paneli.                             | Reciklira se u skoro svim standardnim projektima. |
| 2               | ♴     | U+2674 | ♴                  | ♴      | HDPE         | Polietilen velike gustine | Flaše, kese, boce za mleko, kante za smeće, kočnice za kola, baštenska oprema.                                                                    | Reciklira se u skoro svim standardnim projektima mada neki prihvataju samo ona pakovanja sa "vratom".                                                      |
| 3               | ♵     | U+2675 | PVC                | ♵      | PVC ili V    | Polivinil hlorid | Cevi, ograde, zavese za tuširanje, poljske stolice, boce koje nisu za hranu i dečije igračke.                                                     | Retko se reciklira. |
| 4               | ♶     | U+2676 | ♶                  | ♶      | LDPE         | Polietilen niske gustine | Plastične kese, prstenovi 6-pack-a, razne kutije, flaše sa raspršivačem,boce za sapun, cevi i razna kalupna laboratorijska oprema                 | LDPE se ne reciklira često kroz standardni program, mada je neka postrojenja prihvataju. U svetu se plastične kese mogu vratiti u prodavnice za reciklažu. |
| 5               | ♷     | U+2677 | ♷                  | ♷      | PP           | Polipropilen | Auto delovi, industrjska vlakna, kutije za hranu i posuđe                                                                                         | Neki standardni programi je recikliraju. |
| 6               | ♸     | U+2678 | ♸                  | ♸      | PS           | Polistiren | Radni pribor, poslužavnici, plastičan kuhinjski pribor, igračke, video kasete i kutije, i proizvodi od ekspandiranog polistirena (npr, Stiropena) | Neki standardni programi je recikliraju. |
| 7               | ♹     | U+2679 | ♹                  | ♹      | OSTALO ili O | Ostala plastika, npr metakrilat, najlon, polikarbonat, i polilaktozna kiselina (bioplastika), i višeslojna kombinacija različitih plastika | Flaše, farovi, i sigurnosna stakla. | Uobičajeno je da se plastike sa oznakom 7 ne recikliraju.                                                                                                  |

## Dostupnost postrojenja za reciklažu
U opštem slučaju, postrojenja za preradu plastike su ograničena samo na PETE i HDPE, mada u poslednje vreme mnoga teže da prošire delatnost i na ostale tipove plastike. Tako na primer Los Anđeles reciklira sve čiste plastike od 1 do 7.
U Srbiji se recikliraju plastike sa oznakama: 1; 2; 4; i 5, kao i plastične kese i folije.

## Mogući budući kodovi
Године 2007,e, Kalifornijski senat je predložio uvođenje koda "0" za biorazgradivu i kompostabilnu polilacetatnu kiselinu. Ipak, ovaj predlog je bio povučen pre nego što je izglasan.

## Spoljašnje veze
- Opis procesa reciklaže plastike i uštede na resursima Informacija "Reciklira.rs"-a o tome šta se stvarno dešava kad se plastika reciklira.
- Opšte informacije o recikliranju PET ambalaže Reciklaža PET ambalaže.
- Recycling Symbols for Plastics sadrži simbole koji se koriste u različitim plastikama u raličitim formatima za upotrebu na grafikama i pakovanjima.
- Your Recycling Quandaries Архивирано на веб-сајту  (25. април 2009) Informacija "Co-op America"-e o tome šta se stvarno dešava kad se plastika reciklira.
- Resin Codes Američkog Saveta za Hemiju.